# Studniska Dolne
Studniska Dolne (německy Nieder Schönbrunn) jsou vesnice na jihozápadě Polska v Dolnoslezském vojvodství umístěné jihovýchodně od města Zhořelec. Zastavěná část vsi se nachází při silnici jdoucí z jihozápadu na severovýchod. Ve vsi se nachází kostel svaté Anny, obklopený hřbitovem.

## Galerie

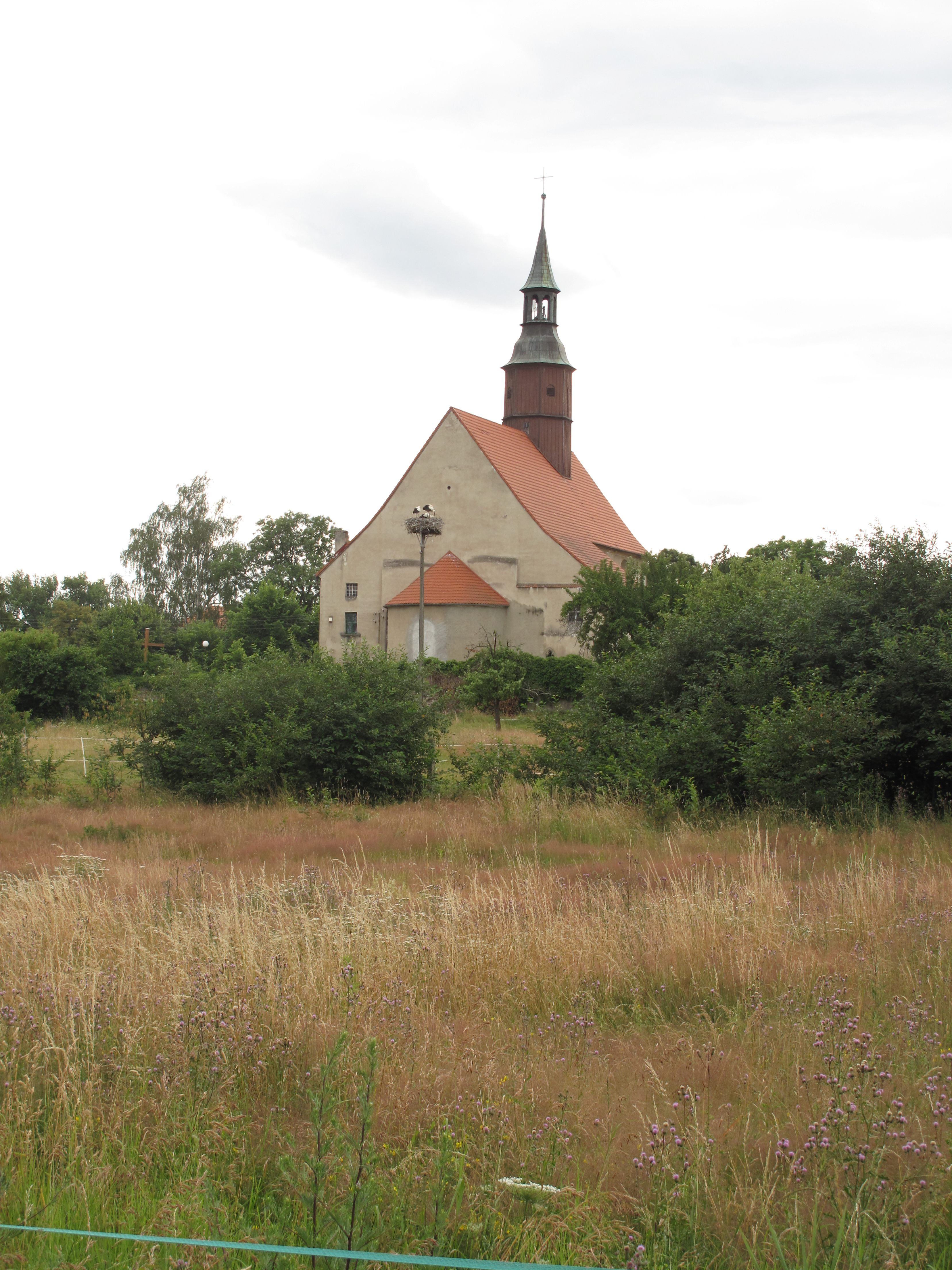
Pohled na kostel svaté Anny
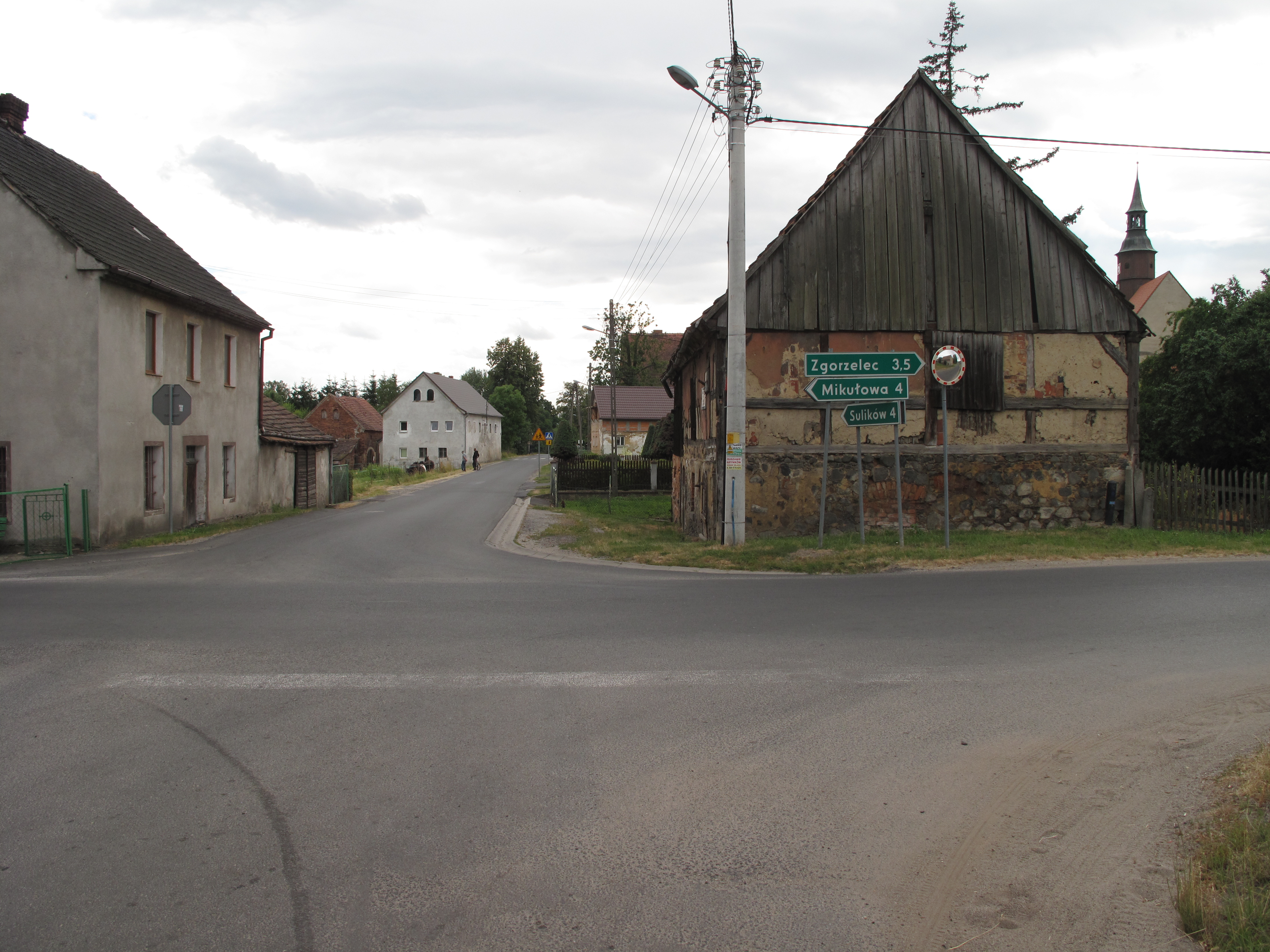
Křižovatka cest s hrázděným domem
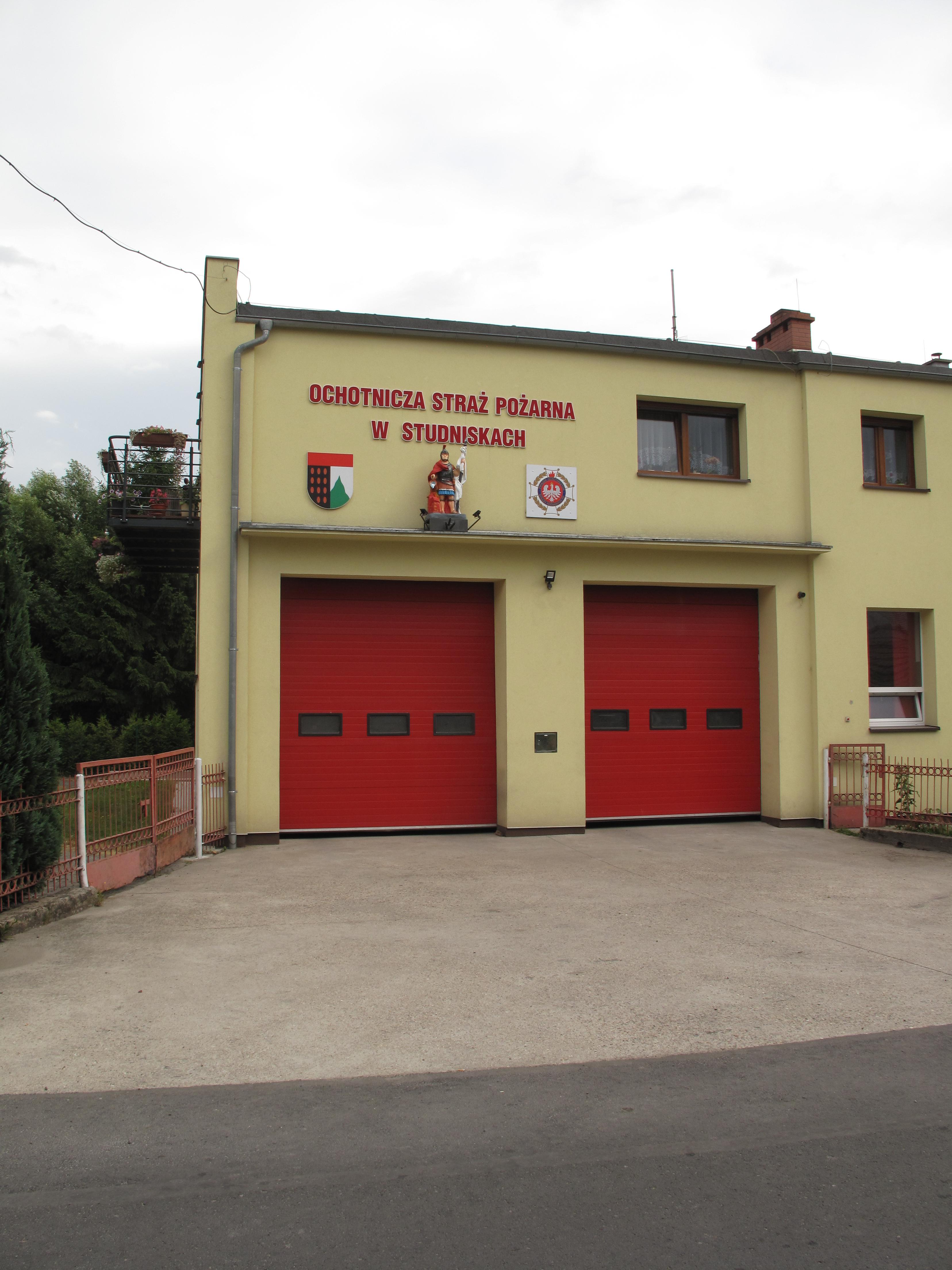
Požární zbrojnice
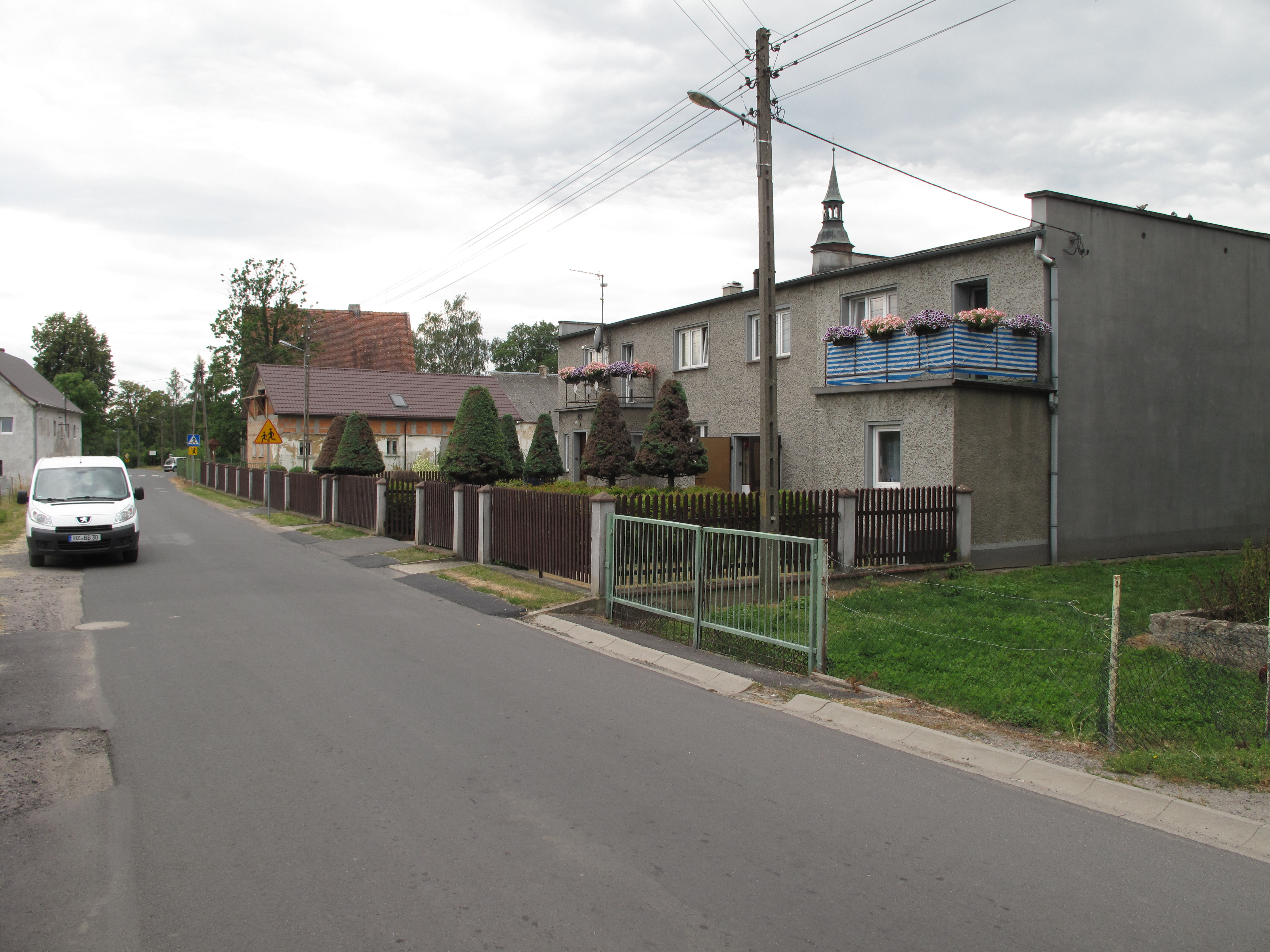
Domy u silnice
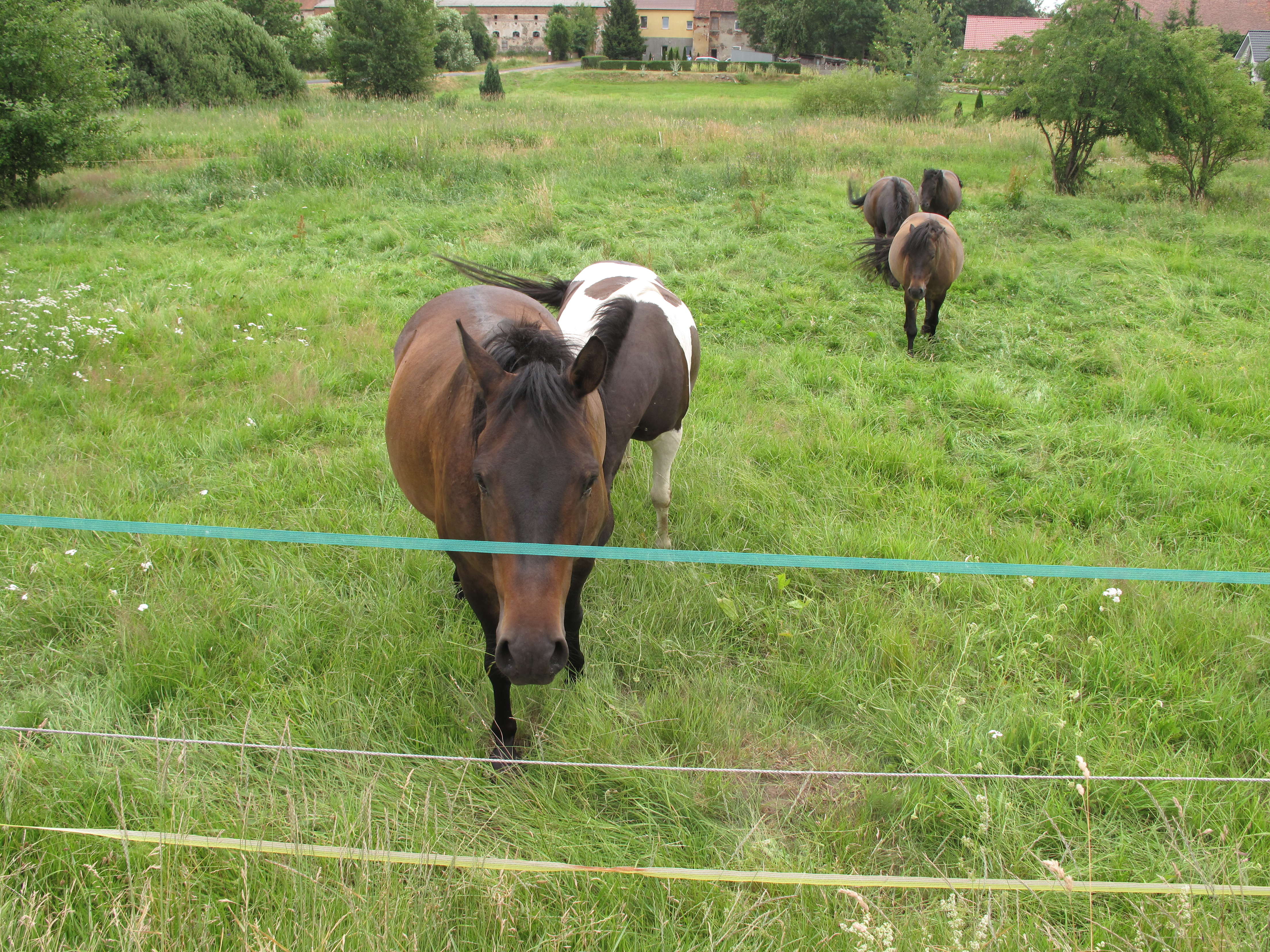
Koně ve výběhu